# Горан Тренчовски
Горан Тренчовски (Струмица, 24. април 1970) је македонски режисер, продуцент, теоретичар, писац и уредник.

## Биографија
Дипломирао је интермедијалну режију 1991. године на Академији уметности у Новом Саду, у класи професора Боре Драшковића. Након дипломирања у 21. години постао је професионални драмски уметник, један од најмлађих и најплоднијих на Балкану. Био је на специјализацији у Прагу 1998. године.
Радио је у Македонској радио-телевизији као стални режисер и руководилац режисерског одсека. Био је уметнички координатор Академске позоришне лабораторије у Скопљу и драматург Народног позоришта „Антон Панов“. Био је селектор и уметнички креатор IX и X фестивала камерног позоришта "Ристо Шишков".
Режирао је преко 100 професионалних позоришних и филмских подухвата и преко 500 телевизијских (серије, документарне, игране, докудрамске пројекте). Објавио је 300 чланака у периодици, а радио је и као продуцент, писац и издавач. Оснивач је и уметнички директор међународног филмског фестивала „Астерфест“ у Струмици (2005) и менаџер у реализацији више културних пројеката. Био је председник Тивериополске филмске алијансе. Доцент на Универзитету аудиовизуелних уметности ЕФТА Скопље-Париз-Хесен-Ротердам.
Радови су му приказани на многим фестивалима у иностранству.
Тренутно је докторски кандидат.
Живи и ради у Великој Британији.

## Дело (избор)
Филмографија
- Алтер варијации, 1987.
- Временик, 1993.
- Орестија, 1993.
- Сон предизвикан од летот на пчела околу една калинка секунда пред будење, 1994.
- Клошари и плакати, 1994.
- „Бумбари“ (ТВ серија, осам епизода), 1994.
- Јиржи Менцел и чешкиот филм, 1999.
- Кречо, 2000.
- Мултилевел, 2000.
- Македонска емиграција, 2001.
- Вампирџија (ТВ филм), 2002.
- Клевета
- Чекор пред времето, 2003.
- , 2004.
- „Бајколенд“ (ТВ серија, око 60 епизода), 2005.
- Езерската земја на Никола К., 2006.
- „Кандидати“ (ТВ серија, пет епизода), 2006.
- „Мартин од скалите“ (ТВ серија, шест епизода), 2006.
- , 2007.
- Верувам во Македонија (о Борису Трајковском), 2007.[2]
- Духот на татко ми (о Ристу Шишковом), 2010.[3]
- Игра и спас, 2013.
- Златна петорка, 2016.
- „Љубав и предавство“ (ТВ серија, пет епизода), 2017.

Позоришне представе
- Крајот на играта, писац: Семјуел Бекет
- Звучни слики, Горан Тренчовски
- Водена кокошка, Станислав Виткијевич Виткаци
- Словенски Орфеј, Зоран Стефановић
- Часови по злостор, по мотивама „Лекције“ Ежена Јонеска
- Евмениди, Есхил
- Желките од Галапагос, Жанина Мирчевска
- Либрето Вагнер, Сашко Насев
- Адска машина, Венко Андоновски
- Луна прима, Горан Тренчовски
- Од првиот здив, Данило Коцевски
- Леонс и Лена, Георг Бихнер
- Питачка опера, Вацлав Хавел
- Вон колосек, Томе Арсовски
- Елешник, Југослав Петровски
- Приказна за Филолахес и другите, по мотивима „Мостеларија“ Плаута
- Духот на лименката, Биљана Гарванлиева
- Зоолошка приказна, Едвард Олби
- Македонска емиграција, Војдан Чернодрински
- Тутунски споменар, Горан Тренчовски
- Крај на играта 2001, по мотивима „Краја игре“ Семјуела Бекета
- Суво дрво од Вавилон, Петре Бакевски
- Големиот смок, Митко Маџунков
- Дом за птици, по античким мотивима
- Струмица 1918, по мотивима Стојана Ковачева
- Тибурсио и Синфороса, Коле Чашуле
- Мрсна чуденка, Братислав Ташковски
- Крајот на кралот, Васе Манчев[4]
- Беше еднаш, Братислав Ташковски
- Партáле, по мотивима дела Бекета и других аутора
- Кабинетот на проф. Тарана, Артур Адамов
- Џон Габриел Боркман, Хенрик Ибзен
- Идиот, Фјодор Достојевски

Књиге
- Од питач до крал: режисерски белешки, Здружение на драмски уметници и љубители на театарот „Талија“, Скопље. . 1995. ISBN 978-9989-9803-0-5. Недостаје или је празан параметар |title= (помоћ).
- : македонската филмска и ТВ-режија и други текстови, „Магор“, Скопље. . 2001. ISBN 978-9989-851-49-0. Недостаје или је празан параметар |title= (помоћ).
- Поетика на (де)тронизацијата, „Тера Магика“, Скопље. . 2004. ISBN 978-9989-905-35-3. Недостаје или је празан параметар |title= (помоћ).
- Парс про тото: студија за краткиот филм и други текстови, „Улис“, Скопље. . 2008. ISBN 978-9989-2699-4-3. Недостаје или је празан параметар |title= (помоћ).
- , TFA AF, Strumica. . 2011. ISBN 978-608-4546-04-7. Недостаје или је празан параметар |title= (помоћ). (13)
- Тези и аскези, „Феникс“, Скопље. . 2015. ISBN 978-9989-33-693-5. Недостаје или је празан параметар |title= (помоћ).
- Кинестетични наративи, "ЕФТА", Скопље. . 2018. ISBN 978-608-4555-18-6. Недостаје или је празан параметар |title= (помоћ)
- Кино неимар, „Македонска реч“, Скопље. . 2011. ISBN 978-608-225-040-3. Недостаје или је празан параметар |title= (помоћ).[5]

## Награде и признања (избор)
- „Војдан Чернодрински“, Прилеп,
- Награда за уметнички сценски израз, Стоби,
- Гран при за ТВ филм, Сарајево,
- Најбоља алтернативна представа, Кочани,
- „Св. 15 Тивериополски свештеномаченици“, Струмица,
- Скрипт фест, Скопје,
- Златни Грифон, Перуџа,
- Награда за трагање за историјском истином, Санкт-Петербург,
- Гран при за ЈИЕ, Париз,
- Најбољи Балкански дух, Поградец,
- Најбољи инострани филм, Мумбај,
- Гран при (најбољи играни филм), Њу Џерси,
- Најбољи филм на страном језику, Кардиф и др.